# مستشفى العرضي
مستشفى العرضي مستشفى في صنعاء يقع داخل مجمع العرضي الذي يضم وزارة الدفاع اليمنية  وهو مستشفى يعالج فيه كبار مسؤولين الدولة اليمنية.

## تاريخ

### اقتحام المستشفى
في يوم الخميس 5 ديسمبر 2013 قام مسلحون باقتحام مستشفى العرضي الذي يقع داخل مجمع وزارة الدفاع اليمنية، متنكرين بلباس عسكري ويحملون أسلحة خفيفة ومتوسطة،، غالبيتهم يحملون الجنسية السعودية، مدعومين بسيارات تحمل متفجرات، ومعهم انتحاريين. ، ولم يتجه المسلحون لاقتحام مبنى وزارة الدفاع واتجهوا لمبنى المستشفى.
وأسفرت العملية عن مقتل 56 شخصا غالبيتهم من الأطباء والممرضات، وإصابة 176 آخرين بجروح، وذلك حسب آخر معلومات أعلنت عنها اللجنة الأمنية العليا في اليمن، ومن بين القتلى طبيبان ألمانيان وآخران فيتناميان وممرضتان فيليبينيتان وأخرى هندية. وكشفت وزارة الدفاع اليمنية أيضا، عبر موقعها على الإنترنت «26 سبتمبر نت»، أن قريبا للرئيس عبد ربه منصور هادي لقي حتفه جراء الهجوم.